# Molophilus fenderi
Molophilus fenderi là một loài ruồi trong họ Limoniidae. Chúng phân bố ở miền Tân bắc.